# 4-硝基氟苯
4-硝基氟苯是一种有机化合物，化学式为C6H4FNO2。

## 制备
4-硝基氟苯可由4-硝基氯苯和氟化钾在PPNCl催化下于二甲基亚砜中进行卤素交换反应制得。
硝酸和三氟乙酸酐在Hβ沸石的存在下对氟苯进行硝化，可以得到4-硝基氟苯，副产物为2-硝基氟苯，占比8%，若在反应体系中另加入乙酸酐，可使邻位的副产物降至1%以下。

## 性质
在镍催化下，氢气或硼氢化钠可将其还原为4-氟苯胺。它和N-甲基哌嗪发生偶联反应，可以得到1-甲基-4-(4-硝基苯基)哌嗪。